# Man Walking Around a Corner
Man Walking Around a Corner er en britisk dokumentarfilm fra 1887 af Louis Le Prince.